# Executive Order 13769

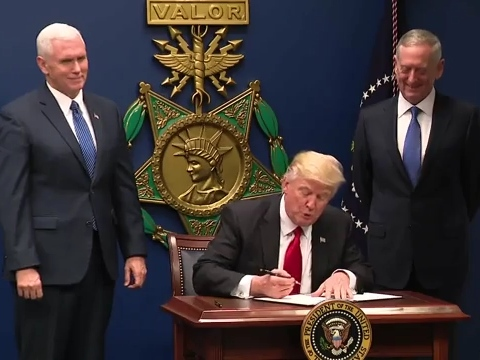
Die Unterzeichnung des Dekrets: Links Vizepräsident Mike Pence, rechts Verteidigungsminister James N. Mattis

Die Executive Order 13769 (englisch; oft auch als Muslim (travel) ban, travel ban oder immigration ban bezeichnet) war ein Dekret des US-Präsidenten Donald Trump vom 27. Januar 2017, das Bürgern aus sieben mehrheitlich muslimischen Staaten 90 Tage lang, Flüchtlingen 120 Tage lang und Flüchtlingen aus Syrien dauerhaft die Einreise in die USA verbot.
Gegen das Dekret wurden breite öffentliche Proteste und mehrere juristische Klagen erhoben. Bis 2. Februar 2017 setzten Bundesrichter verschiedene Einzelbestimmungen des Dekrets außer Kraft. Am 3. Februar 2017 ordnete ein Bundesrichter an, sämtliche Einreiseverbote des Dekrets vorläufig landesweit auszusetzen. Die drei Richter eines Berufungsgerichts bestätigten das Urteil am 9. Februar 2017. Trump kündigte zunächst weitere Rechtsmittel dagegen, dann eine Neufassung des Dekrets an. Trump hob es auf und ersetzte das Dekret am 16. März 2017 mit der Executive Order 13780. Am 24. September 2017 kam der travel ban in seine dritte Version, indem er durch die Presidential Proclamation 9645 weiter geändert wurde.
Am 20. Januar 2021 hob der neue US-Präsident Joe Biden, noch am Tage seiner Amtseinführung, das Dekret auf.

## Entstehung
Seit 2015 betätigte sich Stephen Bannon auf dem Breitbart News Network als Trumps Wahlkampfhelfer und führte ihn mit einer Interviewserie näher an die Ideen seiner Alt-Right-Bewegung heran. Diese vertritt die Ideologie der White Supremacy, sieht den „judäo-christlichen“ Westen im Kulturkampf mit einem expansionistischen Islamismus und lehnt daher Einwanderung und Handelsverträge als „Globalismus“ ab. In einem Interview vom November 2015 lehnte Bannon den Plan von US-Präsident Barack Obama, syrische Flüchtlinge in die USA aufzunehmen, strikt ab und verlangte zudem, Flüchtlinge gar nicht erst ins Land zu lassen. Sie nach ihrer Ankunft zu überprüfen sei zu teuer und zeitaufwändig. Er schlug vor, jede Einwanderung in die USA einige Jahre lang zu unterbinden und so eine Abkehr vom Globalismus einzuleiten. Da Bannon im August 2016 eine führende Rolle in Trumps Beraterteam erhielt, werden Trumps Dekrete als Umsetzung dieser Ideen gedeutet.
Am 7. Dezember 2015, fünf Tage nach dem Terroranschlag in San Bernardino, forderte Trump in seinem Wahlkampf ein vollständiges Einreiseverbot für Muslime in die USA für eine unbestimmte Frist, damit Regierungsvertreter herausfinden könnten, „was vor sich gehe“. Er begründete dies mit Terroranschlägen, die muslimische Bürger der USA begangen hatten, und mit einem vermeintlichen Hass in großen Teilen der in- und ausländischen muslimischen Bevölkerung gegen Amerikaner. Aus demselben Grund hatte er zuvor bereits eine Überwachung von Moscheen in den USA und eine Registrierung von muslimischen US-Bürgern verlangt. Nach seinem Wahlkampfleiter sollte das Einreiseverbot sowohl für einwanderungswillige Muslime als auch für Muslime mit Touristenvisum gelten.
Trumps Forderung stieß bei seinen Anhängern auf Zustimmung, bei Gegnern und auch führenden Republikanern jedoch auf strikte Ablehnung. Mike Pence, Trumps Kandidat für das Amt des Vizepräsidenten, nannte einen Einreisestopp für Muslime „verfassungswidrig und anstößig“. Für Paul Ryan, republikanischer Sprecher des Repräsentantenhauses, stand Trumps Forderung im „Widerspruch zu Amerikas Werten“ und diene „nicht den Interessen der USA“.
Trump reagierte auf die Kritik und änderte seine Forderung 2016 im Wahlkampf mehrfach: Man müsse „Ausnahmen“ zulassen (11. Mai), das Verbot „immer flexibel“ handhaben (13. Mai), es sei nur ein bisher nicht durchgeführter „Vorschlag“ (16. Mai), es gelte nur befristet, bis man „diese Leute“ perfekt durchleuchten könne, es gelte für „Leute aus Syrien“ und für „bestimmte Gebiete“, die eine „bewiesene Geschichte von Terrorismus gegen die USA und ihre Verbündeten“ hätten (13. Juni). Er bestritt, dass dies seine ursprüngliche Forderung einschränke; der Bezug auf Gebiete statt auf Muslime sei eher als Ausdehnung des Verbots zu sehen (24. Juli). Großbritannien, wo es auch Terroranschläge gegen US-Bürger gegeben hatte, schloss er auf Nachfrage davon aus (25. Juli).
Dagegen behauptete Trump nach der Bekanntgabe seines Dekrets am 27. Januar 2017 im Christian Broadcasting Network (CBN): If you were a Muslim you could come in, but if you were a Christian, it was almost impossible… („Wenn du Muslim warst, konntest du hereinkommen, aber wenn du ein Christ warst, war es fast unmöglich“). Nach Angaben des Pew Research Center hatten die USA 2016 jedoch fast ebenso viele christliche wie muslimische Flüchtende aufgenommen.
Das Dekret wurde von Bannon und dem Politikberater Stephen Miller ausgearbeitet, ohne die Rechtsberatung der beteiligten Regierungsbehörden einzuholen. Das Justizministerium, Heimatschutzminister John F. Kelly, Verteidigungsminister James N. Mattis und der designierte Außenminister Rex Tillerson erfuhren den Wortlaut des Dekrets erst kurz vor oder bei der Unterzeichnung. Besonders Mattis und Tillerson sollen nach Angaben ihrer Mitarbeiter befremdet und verblüfft darüber gewesen sein. Auch führende Geheimdienstvertreter und Republikaner im US-Kongress wurden nach Eigenangaben nicht vorher konsultiert, nicht an der Formulierung beteiligt und nicht über die Weise der Ausführung informiert. Sie widersprachen damit Angaben des Regierungssprechers Sean Spicer, angemessene Ausschüsse und Ämter des Kongresses seien konsultiert worden. Senator Bob Corker (Senate Foreign Relations Committee) sagte, er habe erst aus den Medien vom Dekret erfahren. Das Büro für juristische Beratung (Office of Legal Counsel) des Justizministeriums widersprach Trumps Angabe, es habe das Dekret genehmigt: Sein Prüfungsauftrag sei auf richtige Formulierungen begrenzt gewesen und habe keine politischen Fragen umfasst.
Der 27. Januar, an dem das Dekret öffentlich unterzeichnet wurde, ist der Internationale Holocaust-Gedenktag.

## Inhalt

Karte mit den sieben Ländern

Zweck des Dekrets ist laut Abschnitt 1 und 2, die Bürger der USA vor Terroranschlägen von Ausländern zu schützen. Trotz Verschärfungen seit dem 11. September 2001 hätten Personen, die mit Besucher-, Studenten- oder Arbeitsvisa oder als Flüchtlinge eingereist seien, zahlreiche Anschläge in den USA verübt.
Abschnitt 3 folgert: Die zuständigen Ministerien sollten die zur Einreiseerlaubnis notwendigen Informationen für Bürger aus Staaten besonderer Besorgnis einholen, überprüfen und dem US-Präsidenten innerhalb von 30 Tagen darüber berichten. Dazu setze er (Trump) die Einreise für Bürger solcher Staaten vom Datum des Dekrets an für 90 Tage aus. Ausgeschlossen davon seien Ausländer mit Visa für Diplomaten, der NATO, der UNO und G-1- bis G-4-Visa (Mitarbeiter internationaler Organisationen). Danach werde er die Einreise aus jenen Staaten verbieten, die bis dahin keine Informationen zu ihren einreisewilligen Bürgern bereitstellen würden. Unabhängig davon dürften die zuständigen Minister nach Einzelfallprüfung Ausnahmen von diesem Einreiseverbot bewilligen.
Das Heimatschutzministerium nannte als gemeinte Staaten Irak, Iran, Jemen, Libyen, Somalia, Syrien und Sudan. Jedoch hatte keiner von deren Bürgern nach 2001 einen Terroranschlag in den USA verübt.
Ferner ordnete das Dekret an, einheitliche Überprüfungskriterien und Fragebögen für alle Einreiseprogramme der USA festzulegen, um vorgetäuschte Identitäten und Absichten von Einreiseantragsstellern auszuschließen (Abschnitt 4). Das Flüchtlingsaufnahmeprogramm der USA für 2017 sei neu zu ordnen und 120 Tage lang auszusetzen, um zusätzliche Verfahren zum Ausschluss von Gefährdern der nationalen Sicherheit festzulegen (Abschnitt 5a). Zugleich sollen die Ministerien Angehörige religiös verfolgter Minderheiten bevorzugen und entsprechende Gesetzesänderungen vorschlagen (5b). (Gemeint sind nach Ansicht vieler vor allem Christen in Staaten mit einer muslimischen Bevölkerungsmehrheit.) Die Einreise von syrischen Flüchtlingen sei auf unbestimmte Zeit auszusetzen (5c), die Aufnahme von Flüchtlingen seit 2017 auf 50.000 zu begrenzen. (Unter Obama hatten die USA 2016 85.000 Flüchtlinge aufgenommen, die Aufnahme von 110.000 hatte er für 2017 erlaubt.) Die Abschnitte 6–10 betreffen Verfahrensweisen, Berichterstattung an Trump und Informationen für die Öffentlichkeit über die Zahlen von Ausweisungen, Radikalisierungen und geschlechtsspezifischer Gewalt bei Eingereisten (etwa „Ehrenmorde“).

## Betroffene

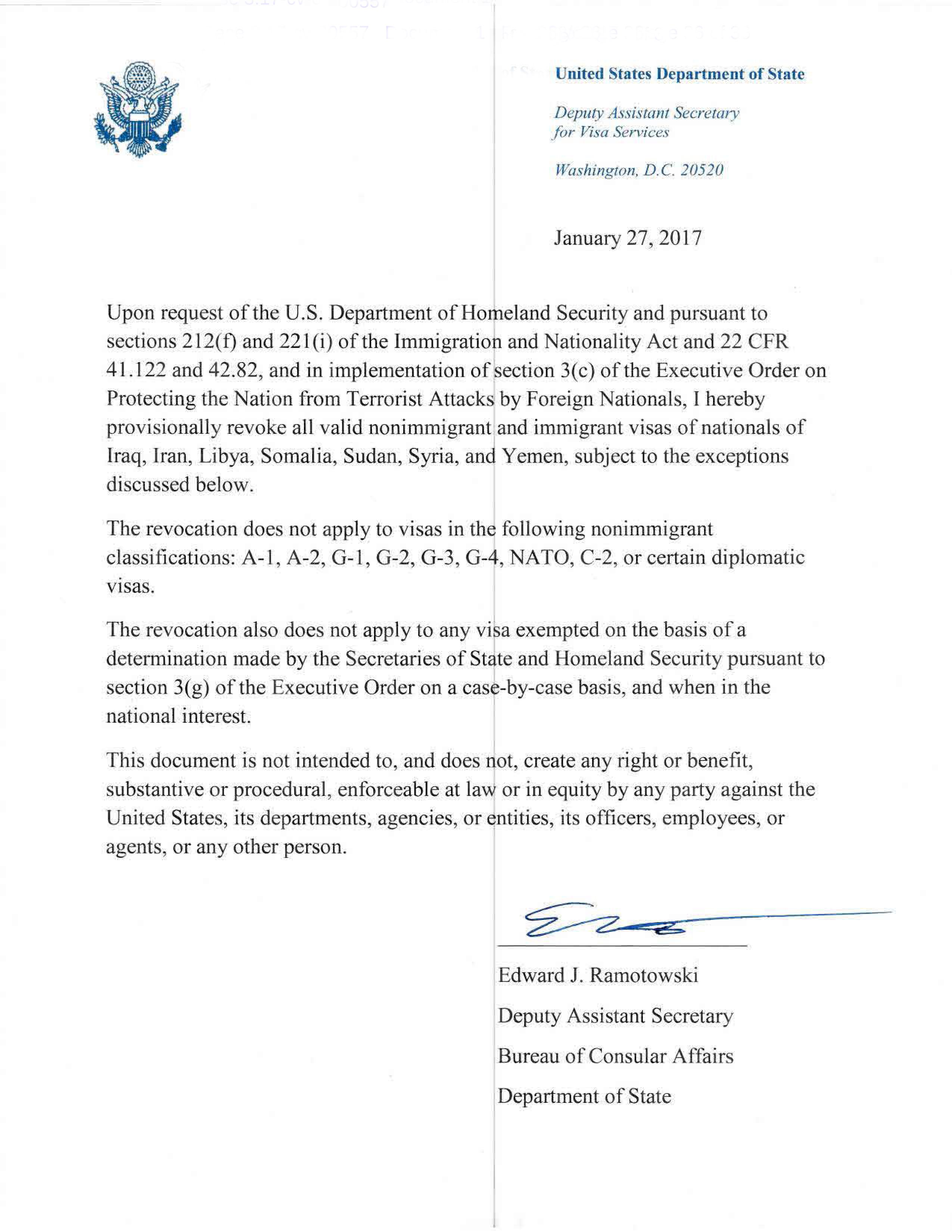
Widerruf aller Visa für Bürger der sieben Staaten

Aus den betroffenen Staaten lebten 2017 rund 500.000 Menschen in den USA. Im Fall ihrer Ausreise hätten sie laut der Organisation ProPublica wegen des Dekrets große Probleme, wieder in die USA einzureisen.
Ein Vertreter des Heimatschutzministeriums gab an, dass bis zum 28. Januar ungefähr 375 Reisende durch das Dekret unmittelbar betroffen waren. 109 seien in den Transitzonen von US-Flughäfen festgesetzt und an der Einreise gehindert worden und 173 Personen seien am Besteigen eines Flugzeuges in die USA gehindert worden. Durch den Gerichtsentscheid aus New York kamen die Menschen in den Transitzonen frei.
Auf Flughäfen weltweit herrschte Unklarheit darüber, wie das Dekret umzusetzen sei. Auch Personen aus den betroffenen Staaten, die eine Green Card besaßen, konnten zeitweise nicht mehr in die USA einreisen. Dies revidierte das Weiße Haus bis zum 30. Januar 2017. Die ursprüngliche Einbeziehung von Green-Card-Inhabern in das Einreiseverbot war gegen internen Rat vorgenommen worden. Nach interner Debatte entschied das Heimatschutzministerium, Green-Card-Inhabern nicht schon den Abflug in die USA zu verbieten, sondern sie bei ihrer Ankunft in den USA einer weiteren Einzelfallprüfung zu unterziehen. Im Widerspruch dazu wurde den Fluggesellschaften bis zum 30. Januar mitgeteilt, Green-Card-Inhaber seien vom Dekret nicht betroffen.
Nach Angaben der International Air Transport Association (IATA) wurden aus Iran und dem Irak einreisende Flugzeugbesatzungen wenige Tage nach Inkrafttreten des Dekrets nicht mehr in die USA gelassen. Die US-Zoll- und Grenzschutzbehörde habe die IATA sehr kurzfristig informiert. Einige Fluggesellschaften mussten ihre Besatzungen umstellen und konnten nicht mehr alle Passagiere befördern. Die Fluglinien Emirates, Etihad Airways und Qatar Airways teilten Reisenden mit, sie benötigten eine Green Card oder ein Diplomatenvisum für den Flug in die USA. Erwartet wurden auch Einbußen für die Fluggesellschaften, da nach Angaben des US-Heimatzschutzministeriums allein 2015 35.000 Besucher aus der Islamischen Republik Iran in die USA geflogen seien.
Zunächst wurde auch Bürgern eines der sieben Staaten mit doppelter Staatsangehörigkeit ein Visum für die USA verweigert. Am 31. Januar stellte Heimatschutzminister John F. Kelly klar, dass Doppelstaatler, die mit dem Pass eines nicht vom Verbot betroffenen Staates einreisen, ein Visum erhalten würden. Wie schon seit Februar 2016 müssten Doppelbürger mit Staatsangehörigkeit des Irak, Irans, Syriens und des Sudan ein Einreisevisum besitzen, da sie nicht mehr unter das Visa-Waiver-Programm fielen. Schon 2011 hatte das Außenministerium Asylanträge aus dem Irak aus Sicherheitsgründen sechs Monate lang verstärkt überprüft. Staatsbürger des Jemen, Libyens und Somalias mit doppelter Staatsangehörigkeit könnten weiterhin unter dem Visa-Waiver-Programm einreisen, außer wenn sie seit März 2011 in eines der sieben betroffenen Länder gereist seien; in diesem Fall müssten sie ein US-Visum beantragen.
Das Dekret umfasste nicht die ebenfalls überwiegend muslimischen Staaten Türkei und Vereinigte Arabische Emirate. Dass Trump diese Staaten ausschloss, erklärten manche Medienberichte mit einem Interessenkonflikt, weil dort Unternehmen Trumps ansässig sind und er Geschäftsbeziehungen dorthin angestrebt hatte.

## Reaktionen in den USA
Das Dekret sorgte in den USA für Empörung, Proteste und Widerstand verschiedener gesellschaftlicher Bereiche.

### Justiz
Der US-Präsident darf grundsätzlich Einzelpersonen oder Gruppen von Ausländern die Einreise verweigern, wenn und solange er diese als schädlich für die Interessen der USA erachtet. Für viele Juristen widerspricht das Dekret jedoch Grundprinzipien der Verfassung der USA wie dem Diskriminierungsverbot, etwa indem darin besondere religiöse Minderheiten bevorzugt würden. Zudem verletze es das internationale Abkommen über die Rechtsstellung der Flüchtlinge und den Grundsatz der Nichtzurückweisung nach der UN-Antifolterkonvention.

#### Gerichtsurteile zu Klagen von Einzelpersonen
Am 28. Januar 2017 ergingen drei Gerichtsurteile zum Dekret: Ein Bundesbezirksgericht in New York ordnete auf Antrag von zwei betroffenen Irakern an, Personen mit einer gültigen Einreiseberechtigung (Visum, Green Card, Flüchtlingsstatus usw.) zunächst nicht in ihr Herkunftsland zurückzuschicken. Der United States Marshals Service sollte diese Anordnung mit den notwendigen Maßnahmen vollstrecken. Die Anordnung wurde am 2. Februar bis 21. Februar 2017 verlängert. Am 16. Februar 2017 wandten sich 167 US-Senatoren und Kongressabgeordnete sowie 34 Städte, darunter die Millionenstädte Chicago, Los Angeles, New York City und Philadelphia, mit zwei Stellungnahmen (Amicus Curiae Briefs) zugunsten der Kläger an das Gericht.
Eine Bundesrichterin in Virginia ordnete am 28. Januar 2017 an, Anwälten den Zugang zu den gerade am Washington Dulles International Airport festgehaltenen Green-Card-Inhabern zu gewähren und diese für sieben Tage nicht auszuweisen. Die Anordnung wurde am 3. Februar 2017 für weitere sieben Tage verlängert und die Beklagten sollten eine Liste aller seit dem 27. Januar ab- oder ausgewiesenen ausländischen Einwohner von Virginia offenlegen.
Ein Bundesrichter im Bundesstaat Washington urteilte, dass zwei am Seattle-Tacoma International Airport festgehaltene Reisende bis auf Weiteres nicht aus den USA abgeschoben werden dürften.
Am 29. Januar 2017 ergingen zwei weitere Urteile zum Dekret: Zwei Bundesrichterinnen in Massachusetts ordneten an, das Dekret dürfe sieben Tage lang nicht umgesetzt werden. Wegen dessen unbefristeter Suspendierung am 3. Februar 2017 wurde diese Anordnung nicht verlängert. Eine Bundesrichterin in Kalifornien verfügte, dass ein am Abend des 27. Januar am Los Angeles International Airport gelandeter, aber bereits abgeschobener Iraner aus Dubai in die USA zurück zu transportieren sei.
Am 31. Januar 2017 ordnete ein Bundesrichter in Kalifornien an, dass alle Bürger der sieben Staaten einreisen dürfen, denen vor dem Dekret ein Einwanderungsvisum erteilt worden war.
Am 2. Februar 2017 entschied eine Bundesrichterin in Michigan, der 90-Tages-Einreisestopp gelte nicht für Green-Card-Inhaber.

#### Verfahren „Washington v. Trump“
Am 30. Januar 2017 reichte Justizminister Bob Ferguson aus Washington eine Klage gegen das Dekret ein und beantragte auch vorläufigen Rechtsschutz für die Einwohner seines Bundesstaats. Das Dekret verletze den 5. Zusatzartikel zur Verfassung der Vereinigten Staaten, die „Establishment Clause“ (Religionsfreiheit) im 1. Zusatzartikel zur Verfassung der Vereinigten Staaten, das Einwanderungs- und Nationalitätsgesetz und weitere Bundesgesetze. Die Washington State University und Unternehmen wie Amazon und Expedia unterstützten die Klage, indem sie die Schäden des Dekrets für sich und ihre Angehörigen oder Mitarbeiter beschrieben. Der Bundesstaat Minnesota trat der Klage am 1. Februar 2017 bei. Am 3. Februar 2017 bewilligte Bundesrichter James Robart den Antrag auf vorläufigen Rechtsschutz und hob damit ausdrücklich alle Einreiseverbote des Dekrets und die Aussetzung des Flüchtlingsprogramms mit sofortiger Wirkung und landesweit auf.
Die Regierung beantragte am Folgetag beim zuständigen United States Court of Appeals, Robarts Urteil aufzuheben, womit das Dekret, abgesehen von anderen Anordnungen von Bundesgerichten, die bisher weniger weit gehende Einschränkungen enthielten, mindestens bis zum Abschluss des Hauptsacheverfahrens weiterhin gelten würde. Das Berufungsgericht lehnte die sofortige Aufhebung ab. Am 7. Februar erfolgte eine telefonische Anhörung der Vertreter beider Parteien. Am 9. Februar 2017 entschieden die drei Richter des Berufungsgerichts einstimmig, Robarts einstweilige Verfügung aufrechtzuerhalten. Als Hauptgrund nannten sie, dass die Regierung die Zuständigkeit des Bundesrichters bestritten, aber keine Belege für eine nationale Terrorgefahr aus den sieben Staaten vorgelegt hatte.
Am 10. Februar 2017 verlangte ein Richter des Berufungsgerichts, dass das Gesamtgericht entscheiden möge, ob die von einer Dreierkammer durchgeführte Anhörung vor einer großen Kammer mit elf Richtern wiederholt werden soll. Die Parteien konnten sich bis zum 16. Februar dazu äußern. Die Regierung gab an, dass der Präsident das Dekret demnächst widerrufen und durch ein neues ersetzen wolle. Das Berufungsgericht unterbrach daraufhin das Verfahren für eine erneute Anhörung. Nachdem Präsident Trump am 6. März das Nachfolgedekret unterzeichnet hatte, zog die Regierung am 8. März ihren Einspruch gegen das Urteil zurück.

#### Weitere Klagen von Bundesstaaten und Städten
Am 31. Januar 2017 klagte San Francisco vor einem kalifornischen Bundesgericht gegen das Dekret, da es den 10. Zusatzartikel zur Verfassung der Vereinigten Staaten verletze. Die Justizminister der Bundesstaaten New York, Massachusetts und Virginia kündigten am selben Tag an, den in ihren Bundesstaaten anhängigen Klagen in den nächsten Tagen beizutreten. Am 3. Februar 2017 klagte auch Hawaii gegen das Dekret. Am 13. Februar 2017 wurde der 90-Tages-Einreisestopp für Virginia außer Kraft gesetzt.

### Zivilgesellschaft

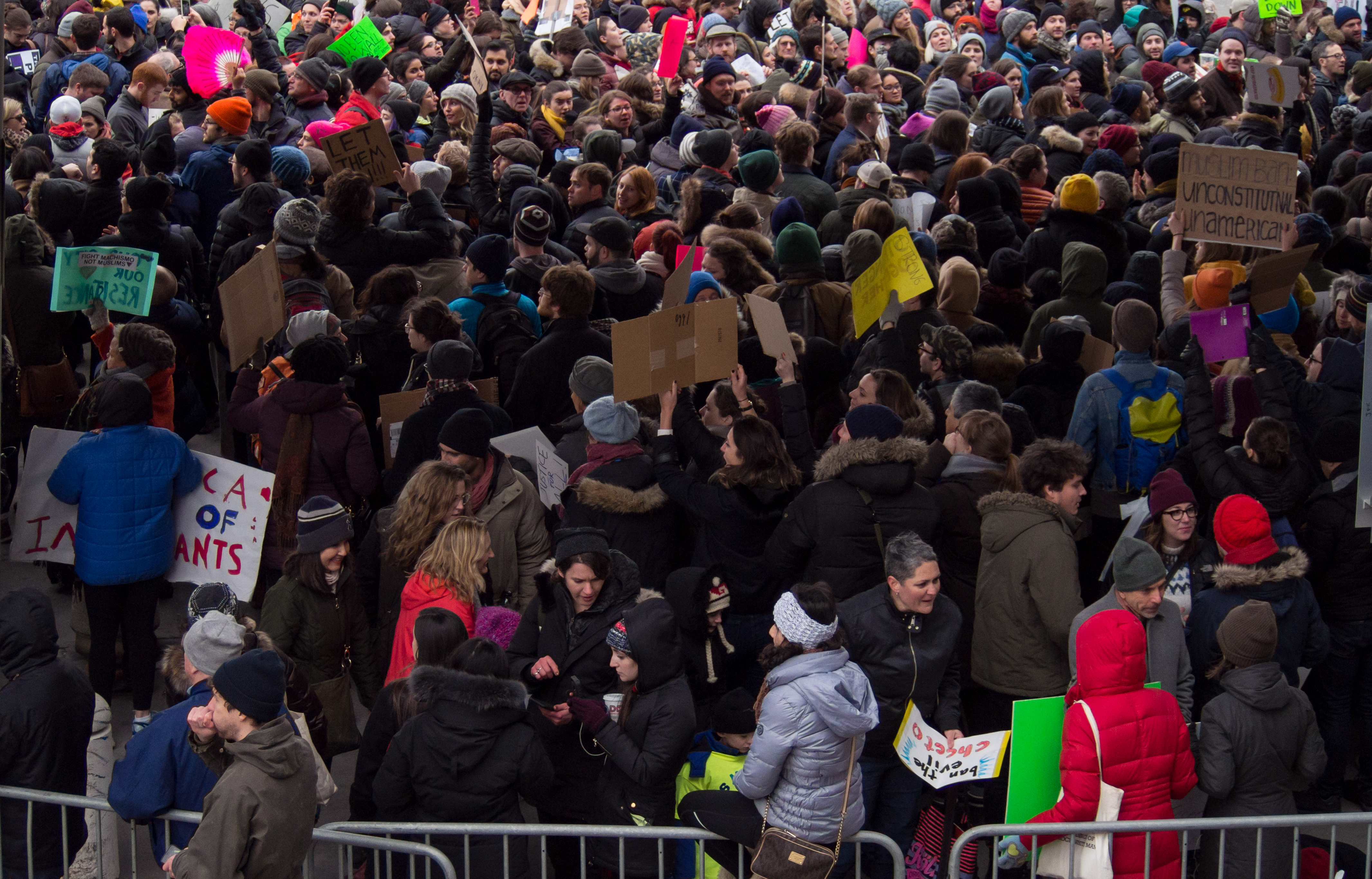
Proteste am JFK-Flughafen in New York am 28. Januar 2017

Schon am Abend des 26. Januar 2017 wurde bekannt, dass Trump diese Executive Order verabschieden wollte. Daraufhin versammelten sich im Washington Square Park in New York viele Menschen. Der örtliche Council on American-Islamic Relations hatte kurzfristig zu einer Versammlung für die Rechte von Muslimen in den USA aufgerufen.
Nach der Unterzeichnung protestierten in vielen Städten und Flughäfen der USA mehrere tausend Menschen gegen den Erlass. Flüchtlingsinitiativen und Organisationen amerikanischer Juden kritisierten das am Holocaustgedenktag erlassene Dekret als tragische Wiederholung des Emergency Quota Acts von 1921, der die Einreise von Einwanderern und Flüchtlingen in die USA stark begrenzt hatte.

#### Kongress
Die republikanischen US-Senatoren John McCain und Lindsey Graham sprachen sich gegen das Dekret aus und nannten es eine „selbstzugefügte Wunde“ im Kampf gegen Terroristen.
Donald Trump twitterte, die beiden Senatoren seien schwach beim Thema Einwanderung. Sie sollten ihre Energien auf den Kampf gegen die Terrormiliz „Islamischer Staat“ richten, statt den dritten Weltkrieg zu planen. Graham antwortete: „Herr Präsident, ich will nicht den dritten Weltkrieg starten, ich will den Krieg gewinnen, den wir gerade führen. Wir hatten acht Jahre Barack Obama, der nicht wusste, wie der radikale Islam zu besiegen ist. Man gewinnt diesen Krieg nur, wenn man Muslime an seiner Seite hat. … Ihr Erlass war zu weitreichend, nicht überprüft, Sie haben sich nicht die Zeit genommen, die Sie brauchten, um etwas auszuführen, womit ich einverstanden bin.“
Am 30. Januar 2017 brachten die Senatoren Dianne Feinstein und Christopher Murphy sowie die Kongressabgeordnete Zoe Lofgren (alle zur Demokratischen Partei gehörig) jeweils eine Gesetzesvorlage zur Aufhebung des Dekrets ein.

#### Ehemalige Regierungsmitarbeiter
Am 30. Januar 2017, zehn Tage nach seiner Verabschiedung, ließ US-Präsident Barack Obama seinen Sprecher erklären: Es gehe ihm (Obama) ans Herz, wie viele Menschen sich bei Demonstrationen und in sozialen Netzwerken für politische Werte, Demokratie und den Schutz der Verfassung engagierten. Er sei „fundamental dagegen, Menschen wegen ihres Glaubens oder ihrer Religion zu diskriminieren.“
„Es ist nicht nur unmoralisch und bescheuert, es ist auch kontraproduktiv“, sagte der ehemalige CIA-Terrorismusabwehr-Experte Patrick Skinner dem Magazin Mother Jones zu dem Dekret. Skinner arbeitet für das Sicherheitsunternehmen Soufan Group. Er wies darauf hin, dass die USA militärisches, nachrichtendienstliches und diplomatisches Personal in Syrien, Libyen und dem Irak hätten, das engstens mit dortigen Einwohnern im Antiterrorkampf zusammenarbeiten würde. Noch nie seien die USA mehr auf Menschen aus diesen Ländern angewiesen gewesen. In dem Moment, in dem man diese Menschen am meisten bräuchte, sage man ihnen, „wir haben euch verarscht“.
In der Klage des Bundesstaates Washington gegen das Dekret wurde dem Berufungsgericht eine Erklärung der ehemaligen Minister und Behördenleiter Madeleine Albright, Avril Haines, Michael V. Hayden, John Kerry, John E. McLaughlin, Lisa Monaco, Michael Morell, Janet Napolitano, Leon Panetta und Susan E. Rice eingereicht, wonach das Dekret die Sicherheits- und Außenpolitik der USA nicht fördere, sondern schädige.

#### Wirtschaft

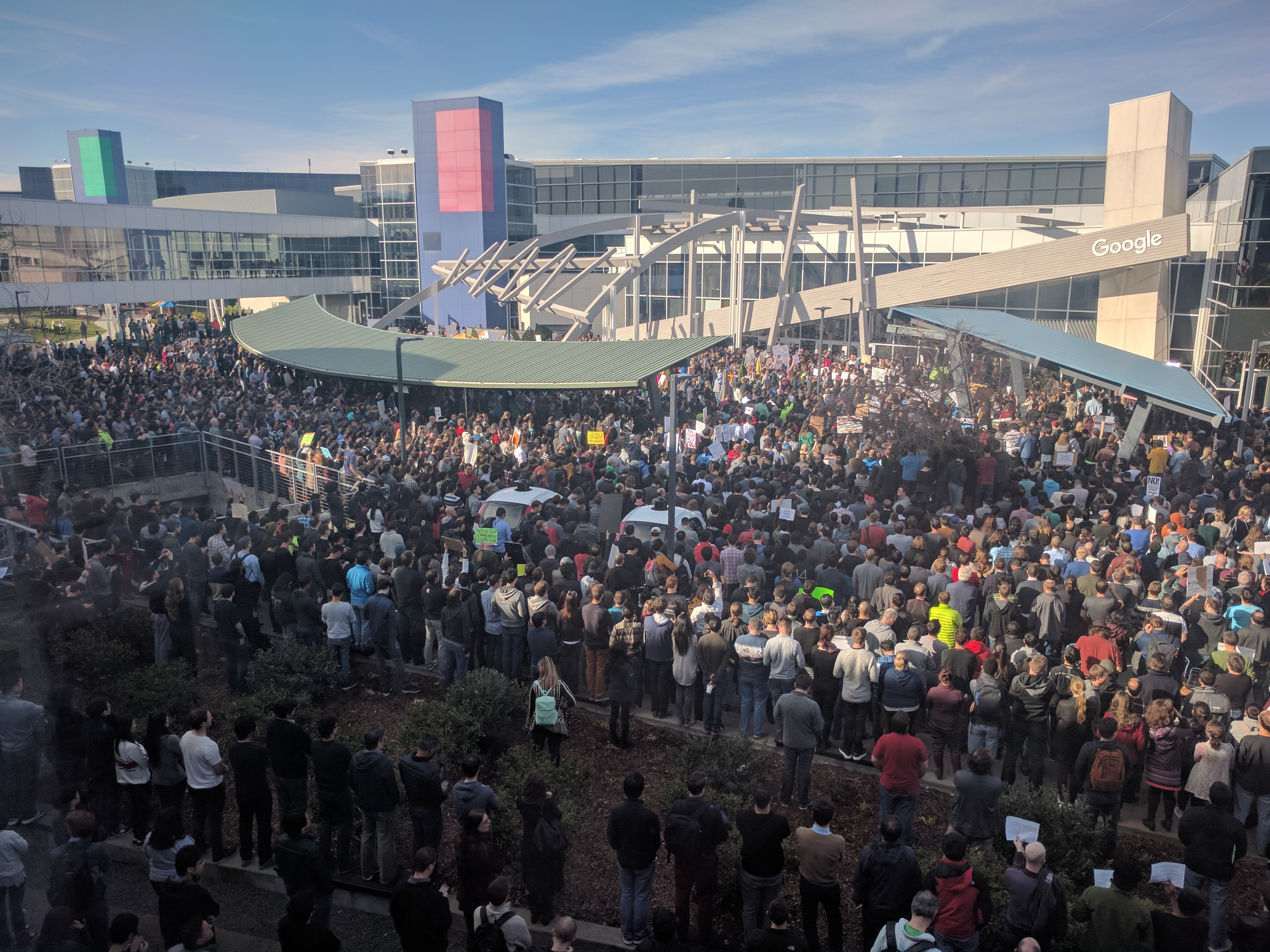
Kundgebung am Google-Sitz am 30. Januar 2017

Vertreter von US-Unternehmen reagierten beunruhigt auf den Erlass. Howard Schultz, Chef von Starbucks, wandte sich mit „tiefer Besorgnis“ auf der Website des Unternehmens an seine Mitarbeiter und bezeichnete Trumps Erlass als verwirrend. Er kündigte Pläne an, um in den nächsten fünf Jahren 10.000 Flüchtlingen Jobs bei Starbucks anbieten zu können.
Microsoft-CEO Satya Nadella schrieb auf LinkedIn:

“As an immigrant and as a CEO, I’ve both experienced and seen the positive impact that immigration has on our company, for the country, and for the world. We will continue to advocate on this important topic.”

„Als Immigrant und CEO habe ich die positiven Auswirkungen, die die Einwanderung auf unser Unternehmen, das Land und die Welt hat, erlebt und gesehen. Wir werden uns weiterhin für dieses wichtige Thema einsetzen.“

Am 5. Februar 2017 reichten 97 Unternehmen, überwiegend aus dem Silicon Valley, beim Berufungsgericht in San Francisco eine gemeinsame Stellungnahme (Amicus Curiae Brief) ein, mit dem Ziel, den gewährten vorläufigen Rechtsschutz aufrechterhalten zu lassen.

#### Wissenschaft
In einer Online-Petition verurteilten tausende Wissenschaftler und bisher 62 Nobelpreisträger das Dekret und forderten Trump auf, seinen Standpunkt zu überdenken. 164 wissenschaftliche Verbände forderten Trump in einem Brief vom 31. Januar 2017 auf, das Dekret zurückzunehmen. Die Association for Computing Machinery forderte die Aufhebung der Visabeschränkungen mit Ablauf der 90-Tages-Frist oder früher.
Am 2. Februar 2017 forderten die Rektoren von 48 Colleges und Universitäten der USA Trump auf, das Dekret zu korrigieren oder zurückzuziehen.

#### Kultur und Religion
Der Erzbischof der Erzdiözese Chicago, Kardinal Blase Joseph Cupich, verurteilte das Dekret als eine die Muslime diskriminierende Politik. Auch Kardinal Donald Wuerl, Erzbischof von Washington, kritisierte Trumps Dekret und warnte vor einem Aufnahmestopp von Flüchtlingen.
Der iranische Filmemacher Asghar Farhadi sagte seine Teilnahme an der Oscar-Verleihung am 26. Februar 2017 offiziell ab, selbst wenn er mit einer Ausnahmegenehmigung hätte einreisen dürfen. Sein Film „The Salesman“ war zu der Zeit für den Oscar als „Bester ausländischer Film“ nominiert (und gewann ihn dann auch).

### US-Regierung
Trump begründete das Dekret bei dessen Unterzeichnung damit, „radikale islamische Terroristen“ fernzuhalten. Nach Kritik bestritt er, dass es zu Chaos an Flughäfen im Land gekommen sei. Die Regierung verwies darauf, dass 109 Flugreisende nach ihrer Festnahme inzwischen eingereist seien, und bestritt, dass das Einreiseverbot ein gegen Muslime allgemein gerichteter „Muslim ban“ sei.
Die kommissarische Justizministerin Sally Yates kritisierte das Dekret und wies die Anwälte ihres Ministeriums am 30. Januar an, es juristisch nicht zu verteidigen. Daraufhin entließ Trump sie mit der Begründung, sie habe „das Justizministerium verraten“ und sei „schwach beim Thema Grenzen und sehr schwach beim Thema illegale Einwanderung.“
Heimatschutzminister John F. Kelly entließ auch Daniel Ragsdale, den Leiter der Einwanderungs- und Zollbehörde United States Immigration and Customs Enforcement. Dessen Nachfolger Thomas Homan solle helfen, die neuen Einwanderungsregelungen umzusetzen.
Mehrere Dutzend Diplomaten des US-Außenministeriums verfassten eine interne Protestnote gegen das Dekret: Es mache das Land anders als behauptet nicht sicherer. Der Präsidentensprecher Sean Spicer legte ihnen daraufhin nahe, über ihren Austritt aus dem Dienst nachzudenken.
Auf die landesweite Aussetzung des Dekrets durch Richter James Robart reagierte Trump mit persönlichen Angriffen auf Twitter:
“The opinion of this so-called judge, which essentially takes law-enforcement away from our country, is ridiculous and will be overturned!” (deutsch: „Die Meinung dieses sogenannten Richters, die praktisch unserem Land die Durchsetzung von Gesetzen wegnimmt, ist irrwitzig und wird überstimmt werden!“) Das wurde als Versuch verstanden, andere Richter einzuschüchtern und die Unabhängigkeit der Justiz in Frage zu stellen.

## Internationale Reaktionen
Das Dekret sorgte auch weltweit für Empörung in unterschiedlichen gesellschaftlichen Bereichen.

### Betroffene Länder
In den betroffenen Nationen reagierten Politik und Bürger meist verärgert, mindestens mit Unverständnis auf Trumps Erlass. In Nachbarländern, dem wirtschaftlich starken und mit den USA eng verbundenen Saudi-Arabien und den Golfemiraten hingegen zeigte man sich unbeeindruckt.
Iran kündigte nach Bekanntwerden ein Einreiseverbot für alle US-Amerikaner an. Die Beziehungen zwischen dem Iran und den Vereinigten Staaten sind seit der Islamischen Revolution 1979 durch Feindschaft geprägt. Die iranische Regierung gilt als Unterstützer von Terrorismus. Trump stellte mehrmals das 2015 mit Iran geschlossene Atomabkommen in Frage.
Der parlamentarische Ausschuss für internationale Beziehungen des Irak forderte, dass gleiches Recht für alle gelten müsse: Wenn Präsident Trump irakische Staatsbürger ausgrenze, sollten auch US-Bürger nicht mehr in den Irak einreisen dürfen. „Wir führen Krieg stellvertretend für die ganze Welt. Wir kämpfen an vorderster Front gegen die Terroristen, wir haben viele Opfer auf der eigenen Seite zu beklagen“, sagte die irakische Parlamentarierin Hanan al-Fatlawi.
In einer Zeitung aus Damaskus in Syrien, die staatlich kontrolliert wird, hieß es, eine selbst gewählte Isolation der USA werde zu mehr Extremismus führen.
Das Außenministerium des Sudan bestellte den amerikanischen Geschäftsträger ein und sprach „Bedauern“ über das Einreiseverbot aus.
Ebenso meldete sich das jemenitische Außenministerium zu Wort und warnte die USA davor, die Menschen in Jemen als „Quelle des Terrorismus und Extremismus“ zu diffamieren.

### Zwischenstaatliche Organisationen
In einer gemeinsamen Erklärung des UNO-Hochkommissars für Flüchtlinge und der Internationalen Organisation für Migration in Genf wurde Präsident Trump aufgefordert, die Tradition seines Landes bei der Aufnahme von Flüchtlingen und Migranten fortzuführen.
Die Organisation für Islamische Zusammenarbeit, eine internationale Organisation mit 56 Mitgliedstaaten, verurteilte das Dekret, das das Schicksal von Flüchtlingen weiter verschlechtere und das Narrativ von Extremisten unterstütze. Sie forderte die US-Regierung auf, ihre Entscheidung zu überdenken.
Die Interamerikanische Kommission für Menschenrechte drückte am 1. Februar 2017 ihre Besorgnis über dieses und andere Dekrete von Präsident Trump aus. Eine Gruppe von US-Bürgerrechtsorganisationen forderte die Kommission auf, eine öffentliche Anhörung über das Dekret zu veranstalten.

### Terroristische Gruppen
Reporter des Online-Magazins BuzzFeed sprachen mit fünf gegenwärtigen und ehemaligen Kämpfern des „Islamischen Staates“, die darin übereinstimmten, dass die Maßnahmen Amerika schaden werden. Das Dekret würde das Narrativ ihrer Gruppen stärken, wonach die USA und der Westen nicht den islamistischen Terror, sondern den Islam als gesamte Religion bekämpfen. „Trump verkürzt die Zeit, die es brauchen wird, um unsere Ziele zu erreichen“, sagte einer.
Der „Islamische Staat“ und al-Qaida bejubelten den Einreisestopp als „gesegneten Bann“ und Trump als „besten Werber für den Islam“.

### Australien
Der australische Premierminister Malcolm Turnbull wollte sich nicht über das Dekret äußern und sagte auf einer Pressekonferenz: „Es ist nicht meine Aufgabe als Premierminister von Australien, die Innenpolitik anderer Länder zu kommentieren.“

### Deutschland
Die damalige deutsche Bundeskanzlerin Angela Merkel sagte US-Präsident Donald Trump in einem Telefonat, dass sie überzeugt sei, dass auch der notwendige entschlossene Kampf gegen den Terrorismus es nicht rechtfertige, Menschen einer bestimmten Herkunft oder eines bestimmten Glaubens unter Generalverdacht zu stellen, so der Regierungssprecher.
SPD-Kanzlerkandidat Martin Schulz warf Donald Trump die Missachtung elementarer Werte der westlichen Staatengemeinschaft vor. Er laufe „mit der Abrissbirne durch unsere Grundwerteordnung“, sagte Schulz in der ARD. „Dass der Präsident der Vereinigten Staaten von Amerika schon in der ersten Woche seiner Amtszeit von einem Gericht in New York gestoppt werden muss, zeigt ja, was da los ist.“ Alle Parteien im deutschen Bundestag lehnen das Dekret ab.
Der deutsch-irakische Schriftsteller Abbas Khider wies die Begründung des Dekrets zurück:

„[…] Einige Länder auf der Liste, die als gefährlich eingestuft wurden, sind just die Länder, die mit der westlichen Welt gegen die Islamisten kämpfen, wie die Libyer und die Iraker. Außerdem sind einige dieser Länder schiitische Staaten, wie Iran, Irak und Jemen. Aber die Terroristen wie al-Qaida, Isis und viele andere Gruppen sind sunnitische Organisationen. […] das Absurdeste und Lächerlichste, was die Weltpolitik je erlebt hat. […]“

### Frankreich
Bei einer gemeinsamen Pressekonferenz des deutschen Außenministers Sigmar Gabriel und des französischen Außenministers Jean-Marc Ayrault sagte letzterer, Trumps Entscheidung würde Frankreich und Deutschland als Verbündete beunruhigen. Präsident François Hollande sagte: „Wenn er die Einreise von Flüchtlingen verhindert, während Europa seine Pflicht getan hat, müssen wir reagieren.“

### Italien
Der italienische Außenminister Angelino Alfano äußerte bezüglich des Dekrets, dass die Europäische Union eigene Grenzbarrieren habe und nicht in einer guten Position sei, Meinungen über die Entscheidungen anderer abzugeben.

### Kanada
Am Tag nachdem Trump den Einreisestopp verhängt hatte, erklärte Kanadas Premierminister Justin Trudeau, sein Land heiße Flüchtlinge weiterhin willkommen. „An diejenigen, die vor Verfolgung, Terror und Krieg fliehen, die Kanadier werden Euch willkommen heißen, unabhängig von Eurem Glauben. Diversität ist unsere Stärke“, schrieb Trudeau auf Twitter.

### Österreich
Der damalige österreichische Bundeskanzler Christian Kern kritisierte das Dekret als „nicht akzeptabel,“ wobei er insbesondere auf „eine Mitverantwortung [der USA] für die Flüchtlingsströme“ hinwies und das Einreiseverbot daher als „aus jeder Verantwortung stehlen“ verurteilte.

### Russland
Der Sprecher des russischen Präsidenten teilte mit, es sei nicht Sache Russlands, sich über das Dekret zu äußern.

### Schweden
Die schwedische Außenministerin Margot Wallström begrüßte zwar, dass Schweden mit doppelter Staatsbürgerschaft von dem Dekret ausgenommen seien, hielt aber an der Kritik an dem Dekret als solches fest.

### Schweiz
Der Schweizer Außenminister Didier Burkhalter forderte, die Maßnahmen zur Bekämpfung des Terrorismus müssen mit den Grundrechten und dem Völkerrecht vereinbar sein. Am 20. Februar 2017 wurde die Schweizer Regierung mit einer Petition von rund 9500 Unterzeichnern aufgefordert, den US-Präsidenten zur Persona non grata zu erklären.

### Vereinigtes Königreich
Die damalige britische Premierministerin Theresa May äußerte sich zunächst nicht über das Dekret. Einige Tage später sagte sie im Unterhaus in London: „Wir würden das nicht tun. Wir glauben, dass es spaltend und falsch ist“. Der Speaker des Unterhauses John Bercow sprach sich am 6. Februar dagegen aus, Trump vor dem Unterhaus sprechen zu lassen.
In London demonstrierten am 4. Februar 2017 Zehntausende gegen das Dekret und die Einladung an Trump zu einem Staatsbesuch.

## Umsetzung und Ersatz

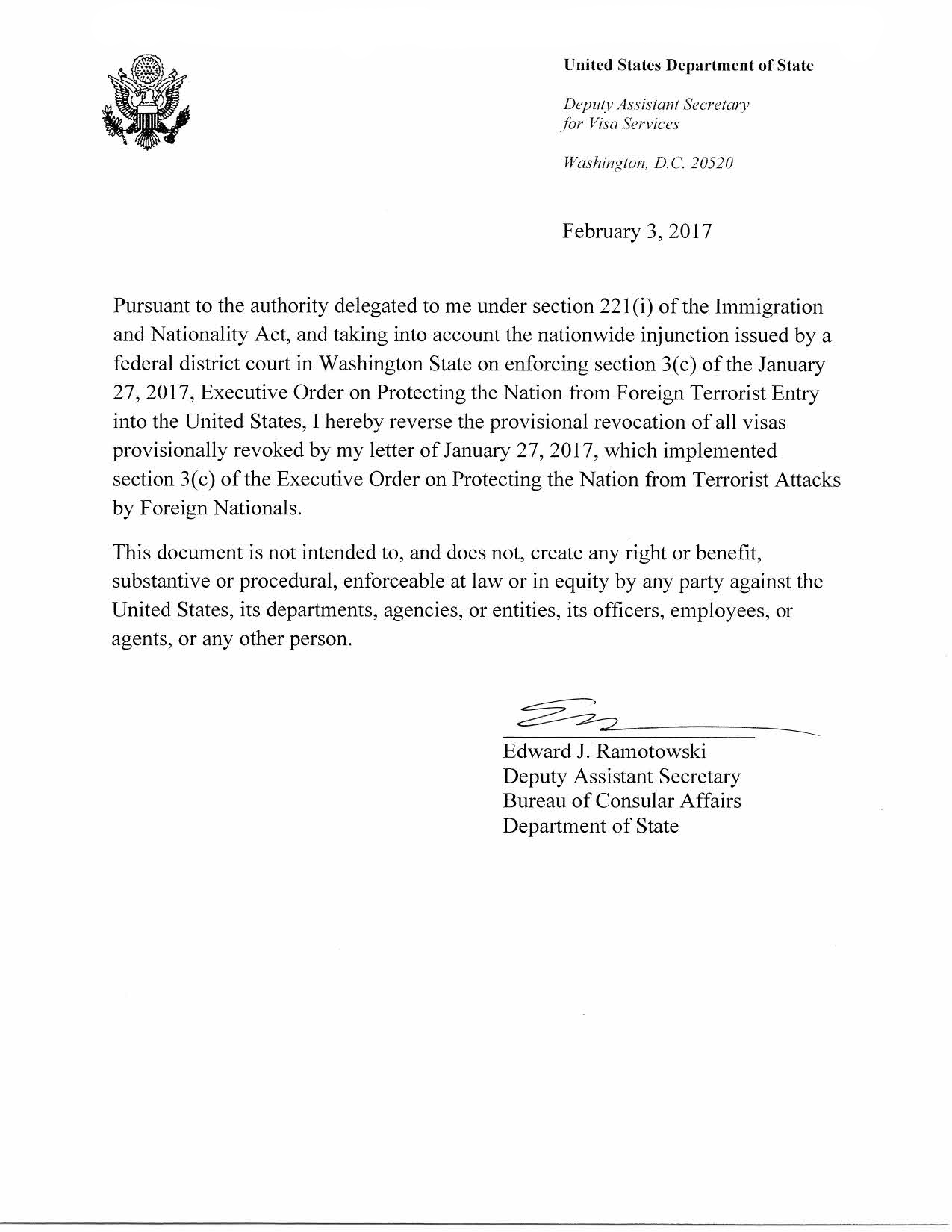
Aufhebung der Visa-Annullierung für Bürger der sieben Staaten

Im Anschluss an die einstweilige Verfügung vom 3. Februar 2017 wurde das Dekret landesweit nicht mehr umgesetzt. Bereits am Folgetag konnten Staatsangehörige der betroffenen Länder und akzeptierte Flüchtlinge wieder in die USA einreisen.
Am 24. Februar 2017 gab eine Quelle im Weißen Haus der Presse bekannt, Trump habe das Heimatschutzministerium beauftragt, ihm Daten für ein neues Einreiseverbot zu liefern. Seit der Entscheidung des Berufungsgerichts vom 9. Februar arbeitete es an einem Bericht, der zeigen werde, dass die Sicherheitsgefährdung aus diesen sieben Staaten substanziell sei. Diese hätten alle Terrorismus in die USA exportiert, diese Gefahr sei in den letzten Jahren gestiegen. Das Flüchtlingsprogramm sei ein bedeutender Brutkasten für Terrorismus. Der Bericht werde nicht nur jene Täter berücksichtigen, deren Taten amerikanische Leben kosteten, sondern auch jene, die Menschen verletzten, gegen die wegen Beihilfen Ermittlungen eingeleitet und Strafurteile verhängt wurden. Manche Geheimdienstmitarbeiter verstanden Trumps Auftrag als Versuch, sich nachträglich Daten für eine schon feststehende politische Absicht zu verschaffen. Ein bereits erstellter Bericht des Office of Intelligence and Analysis (I&A) im Heimatschutzministerium widersprach den Angaben aus dem Weißen Haus. Die Qualität und Aussagekraft dieses Berichts ist jedoch im Heimatschutzministeriums umstritten. Eine Quelle im Ministerium soll den Bericht als unvollständig zurückgewiesen haben. Dass Trump Berichte weiterer Behörden anforderte, verstanden manche Geheimdienstler als Versuch, „einkaufen zu gehen“ und seinem neuen Dekret den jeweils für ihn günstigsten Bericht zugrunde zu legen.
Am selben Tag wurde jener vorläufige dreiseitige Bericht aus dem I&A bekannt. Sein Ergebnis lautete: Staatsangehörigkeit sei kein zuverlässiger Gefahrenindikator, Bürger der sieben Staaten seien selten in Terroranschläge auf US-Gebiet verwickelt gewesen. Über 41 von 82 an solchen Anschlägen Beteiligten seien in den USA geboren worden und somit US-Staatsbürger, acht in einem der sieben Staaten, keiner in Syrien. In vier dieser Staaten gebe es Terrorgruppen, die die USA bedrohten, in drei weiteren seien diese nur regional bedeutsam. Der Bericht war noch unvollständig, berücksichtigte nach Angaben aus dem Heimatschutzministerium nicht alle verfügbaren Geheimdienstdaten anderer Dienste und behandelte nicht die mögliche Effektivität eines Einreiseverbots. Er stellt aber dessen Notwendigkeit in Frage und unterstützt damit indirekt die Rechtsposition der Kläger dagegen in den laufenden Prozessen, die die nationale Sicherheit als Vorwand für eine Muslime diskriminierende Reiseregelung betrachten.
Am 1. März 2017 wurde bekannt, dass das geplante neue Dekret nicht Staatsbürger des Iraks betreffen werde und Reisende mit bereits erteiltem Visum sowie Green-Card-Inhaber vom Einreiseverbot ausgenommen sein würden.
Am 6. März 2017 erließ Präsident Trump die Executive Order 13780. Sie ersetzte mit ihrem Inkrafttreten am 16. März 2017 das bisherige Dekret. Die Umsetzung ihrer umstrittenen Teile wurde am 15. März 2017 von einem Bundesgericht ebenfalls vorläufig untersagt. Die Einreiseregelungen des neuen Dekrets wurden danach, auch aufgrund mehrerer nachfolgender Gerichtsurteile, zunächst nicht angewendet. Am 26. Juni 2017 setzte der Supreme Court Teile des Einreiseverbots aus dem Executive Order 13780 vorläufig wieder in Kraft.

## Entscheidung desSupreme Courts
| John Roberts Clarence Thomas Anthony Kennedy Samuel Alito Neil Gorsuch | Pro    |
| Sonia Sotomayor Ruth Bader Ginsburg Stephen Breyer Elena Kagan         | Kontra |

Am 26. Juni 2018 erklärte das Oberste Gericht der Vereinigten Staaten mit 5 zu 4 Stimmen das Einreiseverbot in seiner dritten Version vom September 2017 für rechtens. Die vier Gegenstimmen kamen von den Richtern Sonia Sotomayor, Ruth Bader Ginsburg, Stephen Breyer und Elena Kagan. Während die beiden letztgenannten in ihrem Dissens-Votum dafür plädierten, den Fall zurück an die Distriktgerichte von Hawaii und Maryland zu verweisen, mit der Begründung, dass die bisherige Verfahrensweise nicht angemessen gewesen war, argumentierte Richterin Sotomayor (der sich Richterin Ruth Bader Ginsburg anschloss) grundsätzlicher. Sie verglich in ihrem Dissens-Votum die Entscheidung mit dem Fall Korematsu v. United States im Jahr 1944, in der damals der Executive Order 9066 von Präsident Franklin D. Roosevelt gutgeheißen wurde, der die Einweisung von Zehntausenden japanischstämmigen US-Staatsbürgern und Japanern in Internierungslager während des Zweiten Weltkrieges anordnete – unter dem pauschalen Kollektivverdacht, dass sie für den Kriegsgegner Japan spionieren würden.
Präsident Trump lobte anschließend die Entscheidung des Supreme Courts als „gewaltig“ (tremendous). Amerika müsse wissen, wer in das Land einwandern wolle.